# غواصة يو بي-35
يو بي-35 غواصة ألمانية من فئة يو بي2 خدمت في البحرية الإمبراطورية الألمانية خلال الحرب العالمية الأولى. تم طلب الغواصة في 22 يوليو 1915 وبدأ في 28 ديسمبر 1915. تم تكليفها في البحرية الإمبراطورية الألمانية في 22 يونيو 1916 باسم يو بي-34.
أغرقت الغواصة 42 سفينة في 26 دورية. وفي 26 يناير 1918، هُوجمت الغواصة UB-35 بقذيفة أعماق  بواسطة سفن حربية بريطانية مما ادى الى غرقها في القناة الإنجليزية. 